# Конт, Пьер-Шарль
Пьер-Шарль Конт (фр. Pierre-Charles Comte; 23 апреля 1823, Лион — 30 ноября 1895, Фонтенбло) — французский живописец исторического жанра, педагог.

## Биография
Получив в 1840—1842 годах начальное художественное образование в Лионской школе изящных искусств под руководством Жана-Клода Боннефона, отправился в Париж, где был принят в мастерскую и стал учеником Жозефа Николя Робера-Флери́.
Выставлялся в Парижском салоне в 1848—1887 годах и в Лионе.
Впервые обратил на себя внимание любителей искусства выставленной в салоне 1849 года картиной: «Коронование трупа Инесы де-Кастро». За этим полотном последовали другие картины, быстро упрочившие известность художника как знатока старинного быта, мастера выбирать интересные сюжеты, талантливого композитора и рисовальщика, наделённого способностью живо характеризовать выведенные на сцену лица, обладающего приятным, гармоничным колоритом и столь же свободным, сколько и тщательным приемом письма. Таковы его картины: «Карл IX, за два дня до Варфоломеевской ночи, посещает Колиньи» (1861), «Жанна д’Альбре́ вместе с Генрихом Наваррским и Маргаритой Валуа покупает у парфюмера Катерины Медичи перчатки, долженствующие отравить её» (1852), «Совещание перед Варфоломеевской ночью» (1853), «Встреча Генриха III с герцогом Гизом накануне убийства последнего» (1855; лучшее из всех произведений Конта; Люксембургская галерея в Париже), «Seigni Joan», сцена из Рабле́ (1863), «Жена герцога Гиза берёт со своего сына клятву отомстить за убийство его отца» (1864; Лионский музей изобразительных искусств), «Генрих III в минуту убийства герцога Гиза» (1867; сильная по экспрессии картина) и многие другие.
Автор ряда жанровых картин. В конце жизни занялся скульптурой.
В последних своих работах: «Зима» (1876), «Мать Дон-Кихота» (1877), «Данте» (1878), «Франциск I продевает кольца в жабры карпам Фонтенблоского пруда» (1880) и пр., художник, под влиянием новейшего направления французской живописи, старался изменить свою прежнюю манеру — особенно в отношении красок — на более эффектную с внешней стороны.
Награждён бронзовой медалью в 1852 году, серебряной медалью — в 1853 и 1855 годах, отмечен в 1857 г. Удостоен бронзовой медали на Всемирной выставке 1867 года.
Жил в Фонтенбло, где и умер.

## Память
- Именем художника названа улица в Фонтенбло — Rue Pierre-Charles Comte.

- Картины Конта
- «Коронование трупа Инесы де-Кастро в 1361 г.», 1849 (Лионский музей изобразительных искусств)
- «Жена герцога Гиза берёт со своего сына клятву отомстить за убийство его отца» (1864) Лионский музей изобразительных искусств)
- «Встреча Генриха III с герцогом Гизом накануне убийства последнего» (1855)